# بولين فاغنر
بولين فاغنر (بالإنجليزية: Pauline Wagner)‏ هي ممثلة أمريكية، ولدت في 18 أغسطس 1910 في أوكلاهوما في الولايات المتحدة، وتوفيت في 2 مايو 2014 في كاليفورنيا في الولايات المتحدة بسبب مرض.

## وصلات خارجية
- بولين فاغنر على موقع IMDb (الإنجليزية)
- بولين فاغنر على موقع كينوبويسك (الروسية)